# Французский шоколад
Французский шоколад — шоколад, производимый во Франции. Франция считается «родиной тёмного шоколада», а французский шоколад имеет гладкую текстуру и характеризуется вкусом тёмной обжарки.

## История
Анне Австрийской — дочери испанского короля Филиппа III — часто приписывали ввоз шоколада во Францию в 1615 году, несмотря на отсутствие современных документов. Другие фигуры, которые, как предполагается, представили или популяризировали шоколад во Франции, включают кардинала Ришельё, который использовал французский шоколад в качестве лекарства, и Марию Терезу после замужества с Людовиком XIV в 1660 году. В 1643 году о шоколаде во Франции писали как об «иностранном наркотике». Французский шоколад приобрёл популярность в высоких социальных кругах примерно в 1650-е и 1660-е годы.
В XVIII веке французы делали упор на качество какао при изготовлении шоколада. Рецепты шоколада обычно включали ваниль, которая в то время встречалась во французских рецептах шоколада в два раза чаще, чем в британских.
В XIX веке шоколад во французском обществе считался одновременно здоровой пищей и потенциально опасным. Во второй половине XIX века Франция была вторым по величине потребителем шоколада, уступая только Испании.

## Возрождение в конце XX века
По состоянию на 1988 год французские потребители в основном ели молочный шоколад от семейных предприятий. Что такое французский вкус в шоколаде, было неясно, и французы ели меньше шоколада, чем другие европейцы. Шоколад был тесно связан с дарением подарков в определённое время года, на светских мероприятиях и церемониях. В то время как поклонники утверждали, что тёмный шоколад лучше, среди публики различий в шоколаде не делалось, а кустарные шоколатье не отличались как ремёсла от кондитеров. Иностранные фирмы, массово производящие шоколад, подражали французскому мерчандайзингу и к 1989 году захватили 48% рынка кондитерских подарков. Чтобы получить повышение квалификации, шоколатье приходилось ездить в Швейцарию и Бельгию. Парижские ремесленники и местные шоколатье обратились к чиновникам с просьбой подтвердить подлинность французских ремесленников, их методов и продукции.
В 1990-е годы шоколатье институционализировали ремесленную идентичность, кодифицировав вкусовой стандарт, заимствованный у ценителей вина, основанный на тёмном шоколаде. Производители шоколада присвоили символы из ацтекской, местной и национальной историй, чтобы создать французскую шоколадную идентичность. В 1995 году был открыт Salon du Chocolat, привлекший 40000 посетителей экспонатами шоколадного производства и показом высокой моды. В 1998 году была создана Французская академия шоколада и конфискации для кодификации правильного использования языка.
К 2000 году французский шоколад считался культурно аутентичным и изысканным во французском обществе. Потребители выбирают шоколад из-за высокого содержания какао, а также происхождения и сорта бобов. К 2008 году французы были одними из крупнейших потребителей шоколада.
По состоянию на 2014 год показ мод Salon du Chocolat всё ещё продолжался. Продолжился и Фестиваль искусства для гурманов, на котором были представлены шоколадные аксессуары и картины. Производители шоколада и потребители были заинтересованы в получении высококачественных зёрен одного происхождения. Такие фирмы, как Valrhona, перешли к производству бобов в батончики, развивая отношения с мелкими производителями.

## Meilleur Ouvrier de France
В 1990 году Министерство образования одобрило просьбу об организации первого конкурса Meilleur Ouvrier de France (Лучший мастер Франции) в категории шоколада и конфет.
Участие шоколатье в конкурсе «Лучший мастер Франции» требует больших временных, социальных и финансовых вложений для достижения успеха. Это привело к консолидации отрасли в наследниках успешных шоколатье.

## Промышленность
По состоянию на 2008 год Конфедерация производителей шоколада и сахарных конфет (confédération des chocolatiers et confiseurs de france) — отраслевая группа шоколатье во Франции.
С 2024 года Франция взимает НДС в размере 5,5% на тёмный шоколад и 20% НДС на белый шоколад.

## Культурное наследие
В 2014 году шоколад был официально исключён из списка элементов французской гастрономии.